# Щитники-Чернєєвські
Щитники-Чернєєвські (пол. Szczytniki Czerniejewskie, нім. Adlig Szczytniki, 1939-45: Giebelhausen) — село в Польщі, у гміні Чернеєво Гнезненського повіту Великопольського воєводства.
Населення — 388 осіб (2011).
У 1975-1998 роках село належало до Познанського воєводства.

## Демографія
Демографічна структура станом на 31 березня 2011 року:
|          | Загалом | Допрацездатний вік | Працездатний вік | Постпрацездатний вік |
| -------- | ------- | ------------------ | ---------------- | -------------------- |
| Чоловіки | 198     | 55                 | 129              | 14                   |
| Жінки    | 190     | 44                 | 102              | 44                   |
| Разом    | 388     | 99                 | 231              | 58                   |